# Francisco Fernández
Francisco Fernández (Santiago de Chile, 1975. augusztus 19. –) chilei válogatott labdarúgó.

## Nemzeti válogatott
A chilei válogatottban 2 mérkőzést játszott.

## Statisztika
| Chilei válogatott | Chilei válogatott | Chilei válogatott |
| Időszak           | Mérk.             | gól               |
| ----------------- | ----------------- | ----------------- |
| 2000              | 2                 | 0                 |
| Összesen          | 2                 | 0                 |